# Ranunculus caespitans
Ranunculus caespitans är en ranunkelväxtart som först beskrevs av Nils Hylander och Nannf., och fick sitt nu gällande namn av S. Ericsson. Ranunculus caespitans ingår i släktet ranunkler, och familjen ranunkelväxter. Inga underarter finns listade i Catalogue of Life.